# القارة (الجوف)
القارة هي إحدى قرى الجمهورية اليمنية. وهي تتبع جغرافيًا لمحافظة الجوف. وإداريًا لمديرية المصلوب. يبلغ تعداد سكانها 1269 نسمة حسب الإحصاء الذي جرى عام 2004.